# Szignál (együttes)
A Szignál (bolgárul: Сигнал, angol nevük: Signal) egy bolgár rockzenekar, mely 1978-ban alakult Szófiában.

## Tagok
- Jordan Karadzsov (Йордан Караджов) - ének, basszusgitár
- Vladimir Zaharijev (Владимир Захариев) - dob
- Alekszandr Marinovszki (Александър Мариновски) - gitár
- Georgi Janakijev (Георги Янакиев) - basszusgitár

### Korábbi tagok
- George Kokalanov (Георги Кокаланов) - dob (1978 - 1979)
- Rumen Spasov (Румен Спасов) - basszusgitár (1978 - 1990)
- Hriszto Lambrev (Христо Ламбрев) - zongora (1978 - 2002)
- Simeon Peshev (Симеон Пешев) - billentyűs hangszerek (2002-2005)
- Emil Lambrev (Емил Ламбрев) - billentyűs hangszerek (1986-1989)

## Lemezeik
| Megjelenés éve | Album címe               |                             | Kiadó             |
| -------------- | ------------------------ | --------------------------- | ----------------- |
| 1979           | ВЕЧЕН КРЪСТОПЪТ          | Vecsen Krusztoput           | BALKANTON         |
| 1980           | ПОПЪТЕН ВЯТЪР            | Poputen Vjatur              | BALKANTON         |
| 1981           | КАСКАДЬОРИ               | Kaszkagyori                 | BALKANTON         |
| 1983           | СИГНАЛ 4                 | Szignál 4                   | BALKANTON         |
| 1983           | ДЕЧО ТАРАЛЕЖКОВ И СИГНАЛ | Decso Taralezskov i Szignál | BALKANTON         |
| 1986           | ВУНДЕРКИНД               | Vunderkind                  | BALKANTON         |
| 1987           | Вкусете Живота           | Vkuszete Zsivota            | UBP International |
| 1992           | ШОУТО ТРЯБВА ДА ПРОДЪЛЖИ | Souto Trjabva Da Produlzsi  | Riva Sound        |
| 1994           | Сигнал, Най-доброто      | Szignál, Naj-Dobroto        | UBP International |
| 1995           | МЕЖДУ АД И РАЙ           | Mezsdu Ad i Raj             | ARA Audio-Video   |
| 1998           | Цветя                    | Cvetja                      | UBP International |
| 1999           | Сигналистика             | Szignalisztika              | UBP International |
| 2003           | На живо                  | Na Zsivo                    | StefKos Music     |
| 2005           | Черно-белият             | Cserno-Belijat              | Varna Sound       |
| 2008           | Сигнал - Златна колекция | Signal-Zlatna kolekcija     | StefKos Music     |

## Fordítás
Ez a szócikk részben vagy egészben  a(z)   Сигнал (група) című bolgár Wikipédia-szócikk fordításán alapul.  Az eredeti cikk szerkesztőit annak laptörténete sorolja fel. Ez a jelzés csupán a megfogalmazás eredetét és a szerzői jogokat jelzi, nem szolgál a cikkben szereplő információk forrásmegjelöléseként.

## Külső hivatkozások
- rateyourmusic.com
- A zenekar hivatalos honlapja